# M7 (Armenien)
Die M7 (armenisch: Մ 7) ist eine Hauptstraße im Nordwesten Armeniens. Die Straße beginnt in Spitak
und verläuft durch die Stadt Gjumri bis zur türkischen Grenze. 

## Geschichte
Die M7 war ursprünglich einer der Hauptwege aus der Türkei in den Kaukasus. Nach der Unabhängigkeit Armeniens und dem anschließenden Krieg in Bergkarabach hat die Türkei 1993 die Grenze zu Armenien geschlossen. Damit besteht derzeit kein Übergang zur D 060 (Türkei).

## Orte an der Straße
- Spitak
- Gjumri
- Achurik